# TLC (zespół muzyczny)
TLC – zespół muzyczny powstały w 1991 roku w Atlancie, grający muzykę z pogranicza R&B, hip-hopu i popu. W jego skład wchodziły dwie wokalistki: Tionne „T-Boz” Watkins, Rozonda „Chilli” Thomas oraz raperka Lisa „Left Eye” Lopes.
Zadebiutowały w 1992 roku albumem Oooooohhh... On the TLC Tip, który pozwolił im wspiąć się na szczyty list przebojów. Były jednym z pierwszych zespołów, który odważył mówić się o bezpiecznym seksie. W ramach promocji nosiły na szerokich, kolorowych ubraniach poprzyczepiane prezerwatywy. Lisa „Left Eye” Lopes znana była także z ogromnych czapek i kapeluszy.
W 1994 roku wydały kolejny album CrazySexyCool. Łącznie album sprzedano w nakładzie 23 milionów. Płyta znalazła się na 377 miejscu w rankingu „500 najwspanialszych albumów wszech czasów” według magazynu Rolling Stone.
Po kilku burzliwych latach, w 1999 roku wydany został album Fan Mail, który również pozwolił wylansować kilka hitów m.in. „No Scrubs”, „Unpretty” oraz „Dear Lie”. Wkrótce artystki postanowiły zacząć kariery solowe, jednak udało im się jeszcze wydać ostatni, wspólny album 3D (2002).
25 kwietnia 2002 roku Lisa „Left Eye” Lopes zginęła w wypadku samochodowym w Hondurasie.
Pomiędzy 1992 a 2003 rokiem, dziesięć singli TLC zadebiutowało w pierwszej dziesiątce list Billboard. Cztery z nich zdobyły pierwsze miejsca. Każdy ich studyjny album pokrył się multiplatyną. Łącznie zdobyły 4 nagrody Grammy. W 2008 roku magazyn Billboard uznał zespół za „jedno z najlepszych muzycznych trio”. TLC sprzedały łącznie 65 milionów płyt i z tym wynikiem znajdują się na drugim miejscu w rankingu „najlepiej sprzedających się girlsbandów wszech czasów”. W 2012 uplasowały się na 12 miejscu w rankingu stacji Vh1 „100 najwspanialszych kobiet w muzyce”, będąc jedynym girlsbandem, który pojawił się w rankingu.
W 2017 roku T-Boz i Chilli powróciły na scenę muzyczną z singlem „Way Back”.

## Dyskografia
| 1992                           | Ooooooohhh... On the TLC Tip - Data: 25 lutego 1992 - Wydawca: LaFace, Arista | 14 | — | —   | —  | —  | —  | —  | —  | —  | —  | - RIAA: 4x platyna  |
| 1994                           | CrazySexyCool - Data: 15 listopada 1994 - Wydawca: LaFace, Arista             | 3  | — | —   | 4  | 16 | 5  | 1  | 4  | 37 | 10 | - RIAA: 11x platyna |
| 1999                           | FanMail - Data: 23 lutego 1999 - Wydawca: LaFace, Arista                      | 1  | 3 | 24  | 7  | 17 | 15 | 6  | 9  | 26 | 11 | - RIAA: 6x platyna  |
| 2002                           | 3D - Data: 12 listopada 2002 - Wydawca: Arista                                | 6  | — | 101 | 46 | —  | —  | 45 | 62 | —  | 47 | - RIAA: platyna     |
| "—" pozycja nie była notowana. |                                                                               |    |   |     |    |    |    |    |    |    |    |                     |